# سئونگ هوی چو
این یک نام کره‌ای است؛ نام خانوادگی چو است.
سئونگ هوی چو (زاده ۱۸ ژانویه ۱۹۸۴ - درگذشته ۱۶ آوریل ۲۰۰۷) یک دانشجوی اهل کره‌جنوبی در دانشگاه ویرجینیا تک است که در روز ۱۶ آوریل ۲۰۰۷ اقدام به کشتار در دانشگاه ویرجینیا تک آمریکا نمود. او ۳۲ نفر را به قتل رساند و بسیاری را نیز مجروح ساخت. وی بعد از کشتار دست به خودکشی زد.